# Pero refellaria
Pero refellaria là một loài bướm đêm trong họ Geometridae.